# انتشارات پاپورا
پاپوراشا (به ژاپنی: ポプラ社)، (انگلیسی: POPLAR PUBLISHING CO. , LTD.) یکی از شرکت‌های انتشاراتی ژاپن است. این انتشارات در سال ۱۹۴۷ میلادی شروع به فعالیت کرده است.